# تیتیان ۹۹۰۵
سیارک ۹۹۰۵ (به انگلیسی: 9905 Tiziano، نامگذاری:4611P-L) نه هزار و نهصد و پنجمین سیارک کشف شده‌است که در ۲۴ سپتامبر ۱۹۶۰ کشف شد.
قدر مطلق سیارک برابر ۱۴٫۴۰ است.